# Gift (遊戲)
《Gift》是由日本MOONSTONE於2005年5月27日所發售的戀愛冒險成人遊戲。其Fan disc於2006年1月27日發售。PS2及PSP遊戲《Gift -prism-》也隨後發行。電視動畫《Gift eternal rainbow》（Gift 〜ギフト〜 eternal rainbow）於2006年10月至12月間播映。

## 故事
在某個城鎮不管天氣好壞，白天或晚上都會有一道很漂亮的彩虹，在那城鎮裡的所有人都可以使用一生只有一次的神奇魔力，他們稱之為Gift(禮物)。不過要兩人心意相通時，才會收到對方的Gift，不然對方沒接受的話Gift會扭曲變形產生空間的扭曲的奇異現象。

## 登場人物

### 主要角色
※聲優：PC版、廣播劇CD／PS2版、電視動畫
天海春彥（配音員：川村拓央/泰勇氣）
本作男主角。志摩野學園的二年級學生。因為爸爸工作的關係，使自己的妹妹交給別人撫養，之後莉子回來時春彥曾有告白過，但莉子跟霧乃有所約定而逃避開來了。因為霧乃使用Gift的力量，讓莉子對自己愛戀的記憶封閉，必須要消除Gift的力量回歸正常才行，永恆的彩虹消失了，並且原諒了霧乃的作為。
深峰莉子（配音員：さくらりの/清水愛）
年齢：16歳　生日：1989年6月7日　星座：雙子座　身高：159cm　三圍：83(C)/56/83
志摩野学园二年级学生。身世是個謎，變成男主角的義妹。，長的很可愛，卻很粗暴但是某些方面很淑女，又是全校男生喜歡的對象，但是只喜歡春彥而已。因為小時候要離開春彥，所以曾使用Gift的力量【讓我們一起看著永恆的彩虹吧】因為春彥也是這樣想所以沒有讓空間扭曲，在春彥的幫助下和霧乃和解，原諒了霧乃的作為。
木之坂霧乃（配音員：榊原由依/宮崎羽衣）
年齢：15歳　生日：1990年10月15日　星座：天秤座　身高：155cm　三圍：78(B)/53/80
志摩野学园一年级学生。青梅竹馬的關係，喜歡春彥但因為顧及莉子所以保留這份心情一起生活，但是最後還是使用Gift的力量讓莉子對春彥的戀情記憶封閉，且奪走春彥和莉子的所有記憶，最後得到春彥和莉子的諒解，並且繼續彈奏著鋼琴。
外薗綸花（配音員：三咲里奈/河原木志穗）
年齢：15歳　生日：1991年3月4日　星座：雙魚座　身高：160 cm　三圍：80(B)/55/81
志摩野学园一年级学生。劍道部的學生，為了死去的姊姊努力學習鳳爪流派，與奈美是重要的朋友。
藤宮千紗（配音員：木村あやか/新谷良子）
年齢：15歳　生日：1990年5月30日　星座：雙子座　身高：153 cm　三圍：76(A)/52/79
志摩野学园一年级学生。是霧乃的同班同學也是好朋友，事實上是鎮上的小魔女，還是見習魔女的樣子。，她的任務就是幫助一些不幸福的人，會給他們一個願望，人們稱之為假Gift(禮物)，使用願望的人假Gift(禮物)會依照主人的心願完成，但常惹麻煩因為小魔女的魔法不穩定，常騎著掃帚在天上飛，
她身旁有隻黑烏鴉，她的魔力是她媽媽用Gift(禮物)換來的，所以到處分發幸福的Gift魔力。
神代縁（配音員：野神奈奈/小清水亞美）
年齢：17歳　生日：1989年1月24日　星座：水瓶座　身高：162cm　三圍：86(D)/57/84
志摩野学园三年级学生。一個記憶喪失的少女，但不想恢復記憶，因為覺得現在就很幸福了。
浅川瀬奈（配音員：榎本温子）
年齢：16歳　生日：1989年8月9日　星座：獅子座　身高：164 cm　三圍：82(C)/56/86
志摩野学园二年级学生。志摩野學園的學生會長。《Gift -prism-》的新角色。
姫倉寧（配音員：松井菜櫻子）
年齢：17歳　生日：1988年9月14日　星座：處女座　身高：158 cm　三圍：85(D)/57/84
志摩野学园三年级学生。家庭富裕的大小姐。《Gift -prism-》的新角色。
秋原未遊（配音員：井口裕香）
年齢：16歳　生日：1989年7月15日　星座：巨蟹座　身高：155 cm　三圍：81(B)/52/80
志摩野学园二年级学生。擔任圖書委員。《Gift -prism-》的新角色。

### 其他人物
江戸真紀（配音員：荻原秀樹/波多野和俊）
眼鏡男，常常摸自己的眼鏡，喜歡幫助春彥湊合莉子讓他們變的更加友好，是春彥的同班同學，常用科學儀器幫助春彥。
只相信科學的力量，不相信魔法的力量，但對Gift很感興趣。喜歡天海春彥。
矢島伊吹（配音員：田中涼子）
志摩野學園的學生會副會長。
裡緒奈美（配音員：岩居由希子）
志摩野學園二年級生學生，劍道部的學生與綸花也是重要的朋友。
菊池美穗（配音員：門脇舞以）
志摩野學園一年級生學生，也是網球部的副部長，與其學長坂口是網球雙打的夥伴兼戀人。
坂口（配音員：小野大輔）
志摩野學園二年級生學生，也是網球部的部長，與其學妹菊池美穗是網球雙打的夥伴兼戀人。
近衛珠美（配音員：結本滿）
天海壯一（配音員：滑川菊太郎/相澤正輝）
天海春彥的爸爸，負責撫養春彥的人，後來還收養一位義女叫深峰莉子。
天海晴（配音員：澤下えりこ/冰青）
天海春彥的媽媽，不過春彥是早產兒還沒看到母親的臉就死了，就是Gift力量誕生的那天，也就是Gift力量的創造者。
葛西老師（配音員：山崎巧）
除了是志摩野學園的老師之外，還是個蘿莉控的變態。

## 製作人員
- 製作人：恋純ほたる
- 企劃、劇本：吳
- 角色設計：Mitha、深山駒、鷹乃みすづ
- 原畫：Mitha、深山駒、米田麥、鷹乃みすづ、夕燈とび、かゆらゆか（S・O・F・T所属）
- 製作協力：Lantis

## 主題曲
- 片頭曲たとえば、突然[7]

作詞：今川杉作、くみはし佑，作曲／編曲：小高光太郎，歌：藤谷美里
- 插入曲予報のない嵐

作詞：谷藤律子，作曲／編曲：小高光太郎，歌：藤谷美里
- 片尾曲七色パレット

作詞：Duca，作曲／編曲：太田雅友，歌：rino
Gift -prism-
- PS2版片頭曲虹色[8]

作詞：くみはし佑，作曲：前澤寛之，編曲：小高光太郎，歌：藤彌美里
- PSP版片頭曲Rainbow happiness![9]

作詞：永原さくら，作曲／編曲：Team.ねこかん[猫]，歌：佐咲紗花
- 插入曲予報のない嵐
- PS2版片尾曲最高の贈り物

作詞：こだまさおり，作曲：藤間仁，編曲：太田雅友，歌：藤彌美里
- PSP版片頭曲キミ空カラフル

編曲：lotta，作詞／作曲／歌手：yozuca*

## 電視動畫

### 製作人員
- 原作：MOONSTONE
- 企劃：恋純ほたる（MOONSTONE）
- 監督：木宮茂（Big・Unit）
- 系列構成：鈴木雅詞
- 構成協力：吳
- 人物設計、總作畫監督：田中基樹
- 美術監督：高橋久嘉
- 色彩設計：大關たつ枝
- 攝影監督：龜田美紀
- 編集：渡邊直樹
- 音樂：七瀨光
- 音樂製作：Lantis
- 音樂製作人：齋藤滋（Lantis）
- 音響監督：高桑一
- 音響製作：HALF H・P STUDIO
- 音響製作擔當：小野勝弘
- 音響製作人：西名武
- 效果：和田俊也
- 錄音：涉江博之
- 宣傳擔當：石澤裕一朗
- 宣傳協力：佐藤純之介
- 製作協力：中村憲正、加藤正純
- 企劃協力：松村和俊
- 協力：Broccoli
- 製作人：川上龍太郎（IMAGICA）、吉沼忍（Media Factory）、伊藤善之（Lantis）
- 動畫製作人：岩佐岳
- 動畫製作：OLM TEAM IWASA

### 主題曲
片頭曲虹色センチメンタル
作詞：畑亞貴，作曲：中野慎也，編曲：宅見將典，歌：橋本美雪
插入曲DYING ON SLEEP ON SLEEP（第3、6話）
作詞／作曲：柳沢德保，歌：O-Version
片尾曲ココロ虹を架けて
作詞：こだまさおり，作曲／編曲：加藤大祐，歌：藤谷美里

### 各話列表
| 話數         | 標題                     | 劇本     | 分鏡         | 演出           | 作畫監督           |
| ------------ | ------------------------ | -------- | ------------ | -------------- | ------------------ |
| 01st Gift    | 虹が宿る街               | 鈴木雅詞 | きみやしげる | きみやしげる   | 田中基樹           |
| 02nd Gift    | 帰ってきた妹             | 鈴木雅詞 | 松村やすひろ | 美甘義人       | 大塚美登理         |
| 03rd Gift    | 初恋の人                 | 鈴木雅詞 | 青柳宏宣     | いしはらあゆみ | 阿部惠美子、松井誠 |
| 04th Gift    | すれ違う夏               | 香村純子 | 吉野真一     | 井硲清高       | 佐藤天昭           |
| 05th Gift    | 閉ざされた場所で         | 野中幸人 | きみやしげる | 土屋浩幸       | 東海林康和         |
| 06th Gift    | 面影                     | 鈴木雅司 | 矢野博之     | 平向智子       | 中田正彥           |
| 07th Gift    | 幸せの意味               | 香村純子 | 土屋日       | 西村大樹       | 緒方奈穗美         |
| 08th Gift    | 思い出の時間             | 野中幸人 | 藤本義孝     | 土屋浩幸       | 佐藤天昭           |
| 09th Gift    | つながる心、途切れた想い | 鈴木雅詞 | 金澤勝真     | 清水一伸       | 清水智子           |
| 10th Gift    | 奪われた過去             | 香村純子 | きみやしげる | 古賀一臣       | 東海林康和         |
| 11th Gift    | Giftの秘密               | 鈴木雅詞 | きみやしげる | 井硲清高       | 中田正彥           |
| LAST Gift    | 永遠の虹                 | 鈴木雅詞 | きみやしげる | きみやしげる   | 田中基樹           |
| Another Gift | 木之坂旅館 危機一髪!!    | 香村純子 | きみやしげる | きみやしげる   | 田中基樹           |

※Another Gift未在電視台播放

### 播放電視台
日本深夜動畫：下文記載的日本国内播放時間使用日本標準時間（UTC+9）表示。因為部分時間标识會採用30小时制，因此請留意这类超过24:00的时间，其實際播放時間為翌日清晨。
| 播映地域 | 電視台         | 播映期間                      | 播映時間                   | 所屬聯播網  |
| -------- | -------------- | ----------------------------- | -------------------------- | ----------- |
| 東京都   | 東京都會電視台 | 2006年10月5日－2006年12月21日 | 星期四 27時00分 - 27時30分 | 獨立UHF系列 |
| 京都府   | 京都放送       | 2006年10月6日－2006年12月22日 | 星期五26時15分 - 26時45分  | 獨立UHF系列 |
| 神奈川縣 | 神奈川電視台   | 2006年10月7日 -2006年12月23日 | 星期六 28時25分 - 28時55分 | 獨立UHF系列 |
| 群馬縣   | 群馬電視台     | 2006年10月22日 -2007年1月14日 | 星期日25時30分 - 26時00分  | 獨立UHF系列 |
| 全国放送 | AT-X           | 2006年10月23日 -2007年1月8日  | 星期一 09時30分 - 10時00分 | CS放送      |
| 奈良縣   | 奈良電視台     | 2006年10月26日 -2007年1月11日 | 星期四25時30分 - 26時00分  | 獨立UHF系列 |
| 全国放送 | BS朝日         | 2006年10月30日 -2007年1月22日 | 星期一 26時00分 - 26時30分 | 衛星電視    |
| 長野縣   | 信越放送       | 2006年11月3日 -2007年1月19日  | 星期五 26時15分 - 26時45分 | TBS系列     |
| 熊本縣   | 熊本放送       | 2006年11月20日 -2007年2月5日  | 星期一 26時20分 - 26時50分 | TBS系列     |
| 福井縣   | 福井電視台     | 2007年1月18日 -2007年4月5日   | 星期四 25時20分 - 25時50分 | FNN系列     |

## 評價
《ファミ通》932號的クロスレビュー對PlayStation 2版給予24/40分。

## 外部連結
- 官方網站 （页面存档备份，存于）（日語）
- PS2官方網站（日語）
- PSP官方網站 （页面存档备份，存于）（日語）
- Gift にじいろストーリーズ官方網站 （页面存档备份，存于）（日語）
- 動畫官方網站 （页面存档备份，存于）（日語）
- Gift eternal rainbow（動畫）在動畫新聞網百科全書中的資料（英文）
- 《Gift》在視覺小說數據庫的頁面（英文）